# Trần Thanh Tú
Dans ce nom vietnamien, le nom de famille, Trần, précède le nom personnel.
Trần Thanh Tú est un joueur d'échecs vietnamien né le 12 septembre 1990. Affilié à la Fédération japonaise des échecs depuis 2020, il remporte quatre fois le championnat du Japon d'échecs et représente le Japon à trois olympiades d'échecs ainsi qu'à la Coupe du monde d'échecs 2023.
Au 1er mars 2024, il est le premier joueur japonais avec un classement Elo de 2 386 points.

## Biographie et carrière
Trần Thanh Tú  remporta le championnat du Vietnam d'échecs rapides en 2015.
Après avoir émigré au Japon pour travailler comme ingénieur, il fut champion du Japon en  2016, 2018, 2020 et 2025.
Lors de la Coupe du monde d'échecs 2023, il fut battu au premier tour par le Russe David Paravian.

### Compétitions par équipes
En février 2020, il changea de fédération pour représenter le Japon dans les compétitions internationales. En août 2020, il fut capitaine de l'équipe du Japon à l'Olympiade d'échecs en ligne de 2020 et marqua 5,5 points sur 9 au premier échiquier.
Il participe à l'Olympiade d'échecs de 2022 au premier échiquier du Japon qui finit à la 107e place (il marqua 4,5 points sur 11 au premier échiquier, meilleure performance des joueurs japonais).
Lors de l'Olympiade d'échecs de 2024, de nouveau au premier échiquier, il marque 8,5/11. Cette excellente performance lui vaut sa dernière norme de Maître international et donc le titre.